# Song Yingxing

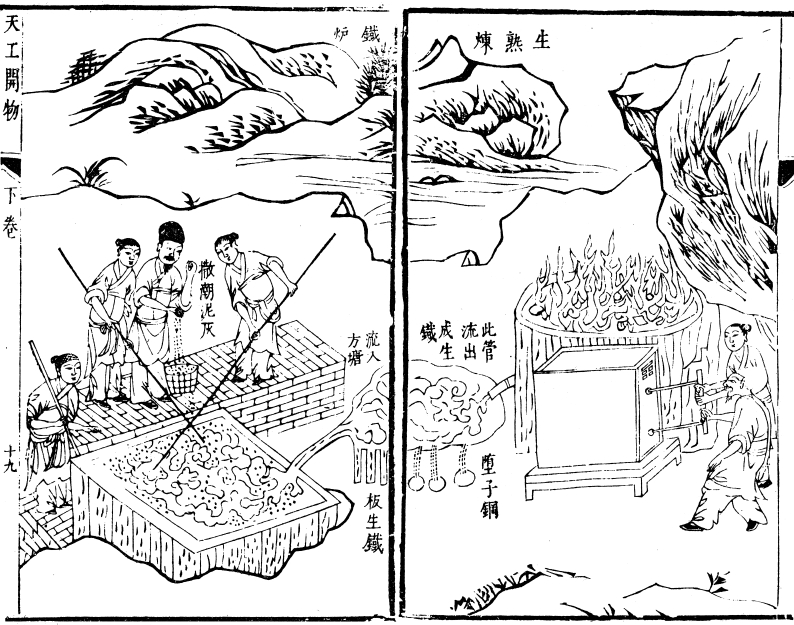
El proceso de charco de fundición de mineral de hierro para hacer hierro forjado a partir de arrabio, con la ilustración correcta que muestra a los hombres trabajando en un alto horno, de la enciclopedia Tiangong Kaiwu, 1637.

Song Yingxing (en chino tradicional, 宋應星; en chino simplificado, 宋应星; Wade-Giles, Sung Ying-Hsing) (Yichun, 1587-1666) fue un escritor, científico y enciclopedista chino que vivió durante la últimos años de gobierno de la dinastía Ming (1368-1644). Fue el autor de Tiangong Kaiwu, una enciclopedia que cubría una amplia variedad de temas técnicos, incluido el uso de armas de fuego de pólvora. El sinólogo e historiador británico Joseph Needham le consideraba «El Diderot de China».

## Biografía
Song Yingxing nació en Yichun de Jiangxi en 1587 en el seno de una familia noble de circunstancias reducidas, participó en los exámenes imperiales y pasó la prueba provincial en 1615, a los 28 años de edad. Obtuvo una modesta riqueza e influencia durante su vida. Sin embargo, en repetidas ocasiones no tuvo éxito en el examen metropolitano. Song se presentó a la prueba cinco veces, la última en 1631 a la edad de 44 años. Después de este último fracaso, ocupó una serie de cargos menores en el gobierno provincial. Las obras por las que se conoce hoy a Song, datan todas de 1636 a 1637. Los viajes repetidos a la capital para participar en el examen metropolitano probablemente le proporcionaron la amplia base de conocimientos demostrada en esas obras. Song se retiró de la vida pública en 1644, después de la caída de la dinastía Ming.
La vida y el trabajo de Song coincidieron con esa etapa final de la dinastía Ming. Mientras que el imperio era finalmente derrocado por una serie de crisis de sucesión, muchos historiadores señalaron que el colapso siguió a un período caracterizado por la «indulgencia y la lujuria por los bienes de lujo». La vida familiar de Song reflejaba en muchos aspectos la decadencia imperial. No obstante, la última dinastía Ming todavía era culturalmente vibrante y había una gran demanda de productos artesanales especializados. También el estado impuso fuertes regulaciones e impuestos en las diversas industrias artesanales que Song presentó en su enciclopedia. Su vida también coincidió con un período de aumento de la alfabetización y de la educación, a pesar de la creciente presión económica. Para muchos estudiosos, una vida de simplicidad y frugalidad se consideraba un ideal. Además, el estudio de temas como la agricultura y la artesanía se consideraba una actividad digna, ya que se esperaba que la elite social respetara su obligación de cuidar a la gente común.
Los repetidos exámenes de Song eran comunes en ese tiempo, ya que tales pruebas eran increíblemente competitivas, a pesar de su naturaleza formulada. Era común que los aspirantes a funcionarios públicos intentaran los exámenes incluso a sus 40 años. Sus viajes hacia, y desde, la capital para estos exámenes no solo le permitieron conocer a toda clase de trabajadores y artesanos, sino que también lo expusieron a las realidades del imperio en decadencia. Bandas de merodeadores y tribus invasoras amenazaban a China en el norte, mientras que las revueltas y las invasiones campesinas plagaban el sur. Incluso en Beijing, las retorcidas y giratorias maquinaciones de aquellos que competían por el poder a menudo se extendían al ámbito académico, a veces sometiéndolos a la expulsión.

## Obras escritas

### Enciclopedias
Aunque la enciclopedia de Song Yingxing era una publicación importante para la época, había una larga tradición en la historia de la literatura china de crear grandes trabajos enciclopédicos. Por ejemplo, los Cuatro grandes libros de Song compilados mucho antes en los siglos X y XI (y los cuatro combinados, eran mucho más extensos en tamaño que el trabajo de Yingxing). Apenas unas décadas antes, la enciclopedia de la dinastía Ming de Sancai Tuhui, escrita en 1607, se había publicado en 1609. La famosa obra de Song Yingxing fue el Tiangong Kaiwu, o La explotación de las obras de la naturaleza, publicada en mayo de 1637 con fondos proporcionados por el patrón de Song, Tu Shaokui. El Tiangong Kaiwu es una enciclopedia que cubre una amplia gama de temas técnicos, incluido el uso de varias armas de pólvora. Las copias del libro fueron muy escasas en China durante la dinastía Qing (1644-1911) (debido al establecimiento de monopolios del gobierno sobre ciertas industrias descritas en el libro), pero las copias originales del libro se conservaron en Japón.
Como señala el historiador Joseph Needham, la gran cantidad de ilustraciones dibujadas con precisión en esta enciclopedia empequeñeció la cantidad provista en las enciclopedias chinas anteriores, lo que la convierte en una valiosa obra escrita en la historia de la literatura china. Al mismo tiempo, el Tiangong Kaiwu se separó de la tradición china haciendo raramente referencia a trabajos escritos anteriores. En su lugar, está escrito en un estilo muy sugerente de la experiencia de primera mano. En el prefacio del trabajo, Song atribuyó esta desviación de la tradición a su pobreza y baja posición.

### Cosmología
Song Yingxing también publicó dos tratados científicos que describen sus puntos de vista cosmológicos. En estos, discute los conceptos de qì y xing (形). Qì, el flujo vital, ha sido descrito de muchas maneras diferentes por los filósofos chinos. Para Song, es un tipo de vapor de permeación total a partir del cual se forman los objetos sólidos (xing). Estos objetos sólidos finalmente regresan al estado de qì, que a su vez regresa al gran vacío. Algunos objetos, como el sol y la luna, permanecen en forma de qi por tiempo indefinido, mientras que los objetos como las piedras se mantienen eternamente como xing. Algunos objetos, como el agua y el fuego, son intermediarios entre las dos formas.